# Карл Томас Моцарт
Карл Томас Моцарт (21 септември 1784 – 31 октомври 1858) е вторият син, също така и по-големият от двамата оцелели синове на Волфганг Амадеус Моцарт и Констанца Вебер. Другият им син е Франц Ксавер Моцарт.

## Биография
Карл е роден във Виена. Получава добро образование в Прага и се развива като талантлив пианист. Заминава за Ливорно през 1797 г. с цел да започне чиракуването си в търговска фирма.
Мечтата му е да отвори магазин за пиана, но идеята не се осъществява поради финансови проблеми. Той заминава за Милано през 1805 г. и учи музика в консерваторията при Бонифазио Асиоли. Отказва следването си през 1810 г. и започва работа като преводач в австрийското посолство в Италия. Имал е къща в село Каверсацио във Валмореа, провинция Комо.
Карл Томас Моцарт умира през 1858 г. на 74-годишна възраст в Милано. Той никога не се е женил и не е имал деца.